# 樊志英
樊志英（1917年—1995年），河南灵宝县阳平镇西常村人，中华人民共和国政治人物。

## 生平
1937年6月，和同学于克法一起跟老师任仰文到山西太原，加入牺盟会。七七事变后，到太岳区沁源县打游击，11月加入中国共产党。1940年秋冬，任八路军129师38团2营5连指导员，参加百团大战。1946年任65团政委。1947年8月，樊所在的22旅协同孔从洲部队从茅津渡渡黄河南下，转战中原。1948年底，参加淮海战役。1949年4月，樊任十四军政治部敌工部长，参加渡江作战，8月打到江西，11月随二野进军大西南。入川后，先后在二总队、六步校和第二公安部队学校工作。1956年,到武汉民警学校任副政委。1960年，任云南省公安总队政委。1964年任河南省公安总队政委。9月任郑州粮食学院第一任党委书记。1976年底，任河南省教育厅副厅长。1980年9月任河南省政协常委。11月，到河南省政府视察室任视察员。1995年去世。